# Conrad Letzkau
Conrad Letzkau (polnisch Konrad Leczkow; † 6. April 1411 in Danzig, Deutschordensstaat) war ein niederländischer Kaufmann und Bürgermeister der Rechtstadt Danzig von 1406 bis 1411. Er wurde auf Anweisung des Ordenskomturs Heinrich (der Jüngere) von Plauen ermordet.

## Leben

### Herkunft und Jugend
Sein Vater war wahrscheinlich Graf von Benten in Wieringen bei Alkmaar in den Niederlanden. Nach der Ermordung des Vaters floh seine Mutter mit den Kindern in den Staat des Deutschen Ordens. Dort wurde sie mit dem Dorf Letzkau bei Danzig durch den Hochmeister belehnt. Der Junge wurde beim Deutschen Orden erzogen und lernte dann den Beruf des Kaufmanns in Königsberg und Marienburg.

### Tätigkeiten in Danzig und für den Orden
1387 wurde er Bürger der Stadt Danzig nach der Eingemeindung von Letzkau.
1393 wurde Konrad Letzkau Schöffe und 1395 Ratsherr in Danzig.
1398 kämpfte er als Hauptmann in der Flotte des Deutschen Ordens gegen die Vitalienbrüder auf Gotland.
1406 wurde Conrad Letzkau  einer der vier Bürgermeister der Rechtstadt Danzig. Er war viel für die Hanse unterwegs. 1407 reiste er im Auftrag des Hochmeisters Ulrich von Jungingen nach Gotland, Pommern und  Braunschweig.
Ab 1410 war er auch für den neuen Hochmeister Heinrich von Plauen unterwegs.
Nach der Schlacht bei Tannenberg unterstellten die Bürgermeister Conrad Letzkau und Arnold Hecht im Herbst 1410 Danzig dem polnischen König. 

### Ermordung
Nach dem Ersten Frieden von Thorn 1411 kam die Stadt wieder zum Deutschen Orden. Dessen neuer Komtur Heinrich von Plauen führte harte Maßnahmen gegen die Stadt durch. Am 5. April lud er die Bürgermeister Conrad Letzkau und Arnold Hecht und den Ratsherrn Bartholomäus Groß zu Friedensverhandlungen auf sein Schloss in Danzig. Einige Stunden später ließ er die drei dort ermorden.
Die Leichname wurden erst nach einigen Tagen herausgegeben.

## Grabstätte
Sein Grab befindet sich in der Marienkirche in Danzig in der Nähe des Hauptaltars. Die Inschrift der verwitterten Grabplatte lautet: Hic iacent Honorabiles Viri Conradus Letzkau et Arnoldus Heket, Proconsules Civitatis Danzke, qui obierunt Feria Secunda post Festum Palmarum, Anno Domini 1411. Orate pro eis. (Hier liegen die ehrenwerten Herren Coradus Letzkau und Arnoldus Heket, Bürgermeister der Stadt Danzig, die am Montag nach Palmsonntag im Jahr des Herrn 1411 gestorben sind. Betet für sie.)

## Historische Bewertungen
Die Ermordung von Letzkau, Hecht und Groß führte in Danzig zu einer großen Bestürzung. Sie führte zu einer weiteren Distanzierung der Stadt vom Deutschen Orden, von dem sie sich 1454 letztendlich lossagte.
In der Überlieferung waren die drei immer Märtyrer für die Selbstständigkeit der Stadt.
Für die polnische Geschichtsschreibung zeigte ihre Ermordung wieder einmal die Härte und Rücksichtslosigkeit des Deutschen Ordens.
Einige preußische Darstellungen sahen in Letzkau und Hecht dagegen in erster Linie Verräter, die die Stadt Danzig dem polnischen König übergeben hatten.

## In der Belletristik
Ernst Wichert schilderte in seinem Roman Heinrich von Plauen. Historischer Roman aus dem deutschen Osten. die Begebenheiten um Conrad Letzau nach den historischen Vorlagen.